# Horst Wohlers
Horst Wohlers (* 6. August 1949 in Brunsbüttel) ist ein deutscher Fußballtrainer und ehemaliger -spieler.

## Spielerkarriere
Über den TSV Brunsbüttelkoog und den FC St. Pauli fand der Mittelfeldspieler den Weg in die Fußball-Bundesliga, wo er von 1975 bis 1985 als Spieler aktiv war. Während seiner Hamburger Zeit studierte Wohlers Sport und Pädagogik. Seine erste Station war Borussia Mönchengladbach, wo er in 95 Bundesligaspielen sechs Tore erzielte. In dieser Zeit gewann er zweimal die deutsche Meisterschaft und 1979 den UEFA-Pokal. Außerdem gehörte er der Mannschaft an, die 1976/77 im Europapokal der Landesmeister im Finale in Rom 1:3 gegen den FC Liverpool verlor. Wohlers wurde dabei nach 79 Minuten ausgewechselt.
Während der Saison 1979/80 wechselte der mittlerweile abwechselnd in Abwehr und Mittelfeld eingesetzte Wohlers zum TSV 1860 München, für den er bis zum Sommer 1981 in 49 Bundesliga-Einsätzen elf Tore erzielte. Im Sommer 1982 wechselte Wohlers, Spitzname Fussel, zu Arminia Bielefeld, das damals unter Trainer Horst Köppel in der Bundesliga spielte. Bis zum Abstieg der Arminia im Sommer 1985 unter Trainer Gerd Roggensack absolvierte Wohlers weitere 88 Bundesligaspiele (vier Tore). Insgesamt kam er bei seinen drei Bundesliga-Stationen auf 232 Spiele und 22 Tore. In seiner gesamten Karriere als Spieler kassierte Wohlers 48 gelbe und 2 rote Karten, davon keine gelb/rot.

### Stationen
- TSV Brunsbüttelkoog
- FC St. Pauli (1969–1975)
- Borussia Mönchengladbach (1975–1979)
- TSV 1860 München (1979–1982)
- Arminia Bielefeld (1982–1985)

## Trainerkarriere
Als Trainer arbeitete Wohlers ab Sommer 1989 für Bayer 05 Uerdingen, wo ihm sein ehemaliger Mannschaftskamerad Rainer Bonhof als Assistent zur Seite stand. Mit dem Krefelder Klub beendete er seine erste Bundesligasaison als Trainer auf dem 14. Rang.
Im März 1990 wurde Wohlers als neuer Trainer der A-Nationalmannschaft Dänemarks verkündet, um in dem Amt die Nachfolge des erfolgreichen Sepp Piontek anzutreten. Wohlers einigte sich in Kopenhagen mit dem dänischen Verband Dansk Boldspil-Union (DBU) auf eine Zusammenarbeit. 26 Stunden lang galt er inoffiziell als neuer dänischer Nationaltrainer. Da der Trainer noch bei Bayer Uerdingen unter Vertrag stand, stellte der dänische Verband in Aussicht, Wohlers aus dem Vertrag herauszukaufen. Dänische Zeitungen kritisierten die Entscheidung des dänischen Verbands, den als Trainer international unerfahrenen Wohlers als Piontek-Nachfolger holen zu wollen. Wohlers erhielt keine Freigabe. Am Tag nach der verkündeten Einigung zwischen Wohlers und der DBU teilte der Trainer den Dänen in Folge eines Gesprächs mit der Uerdinger Vereinsführung mit, beim Bundesligisten zu bleiben.
In der Spielzeit 1990/91 trainierte er den Klub über vierzehn Spieltage, ehe ihn Timo Konietzka Ende November 1990 als verantwortlicher Trainer bei Bayer 05 ablöste. Wohlers kehrte aber noch in derselben Spielzeit in die Bundesliga zurück. Am 19. Februar 1991 übernahm er von Helmut Schulte den Tabellensechzehnten FC St. Pauli, bei dem er schon als Spieler aktiv gewesen war. Vier Siege und sechs Unentschieden, die der Hamburger Kiezklub während der restlichen 17 Spiele der Saison 1990/91 erringen konnte, reichten am Saisonende jedoch nicht für den Klassenerhalt. Der Verein stieg nach dreijähriger Zugehörigkeit aus der Bundesliga ab und zeitgleich endete die Bundesliga-Trainerkarriere von Horst Wohlers, der fortan einige Auslandsengagements antrat (u. a. als Assistent von Horst Köppel bei den Urawa Red Diamonds in der japanischen J-League). In der Saison 1992/93 trainierte Wohlers den SV Lurup (Oberliga). Im Spieljahr 1994/95 war er beim Regionalligisten VfB Oldenburg tätig, im Mai 1995 wurde er dort entlassen.
Zur Saison 2004/05 übernahm Wohlers die U17-Junioren von Borussia Mönchengladbach. Nach dem Rücktritt von Dick Advocaat als Trainer der Bundesliga-Mannschaft trat Horst Köppel, der bis dahin die U23-Mannschaft trainiert hatte, dessen Nachfolge an. Wohlers wiederum wurde Nachfolger von Köppel bei der U23. 2006 schaffte er mit der Mannschaft den Aufstieg in die Regionalliga Nord. Es folgte der sofortige Wiederabstieg. Im April 2008 gelang abermals der Aufstieg in die Regionalliga. Daraufhin verlängerte Borussia Mönchengladbach den Vertrag mit Wohlers um ein weiteres Jahr bis zum 30. Juni 2009. 2010 war die U23-Mannschaft erneut sportlich aus der Regionalliga Nord abgestiegen, konnte aber in der Liga verbleiben, da drei Vereinen die Lizenz vom DFB verweigert wurde. Wohlers' Vertrag wurde trotz des am Grünen Tisch erzielten Klassenerhalts nicht mehr verlängert.

### Stationen
- TuS Paderborn-Neuhaus (1986–1987)
- Bayer 05 Uerdingen (1987; Co-Trainer unter Horst Köppel)
- Bayer 05 Uerdingen (1987–1989; Co-Trainer unter Rolf Schafstall)
- Bayer 05 Uerdingen (1989–1990)
- FC St. Pauli (1991–1992)
- SV Lurup (1992–1993)
- VfB Oldenburg (1994–1995)
- Eintracht Trier (1995–1996)
- Borussia Mönchengladbach U-23 (2005–2010)

## Sonstiges
Wohlers wurde beim Bezahlsender Sky als enger Mitarbeiter von Kai Dittmann tätig, dem er beim Kommentieren von Fußballspielen zuarbeitet und beratend zur Seite steht. Er ist der Vater der Journalistin und „Mordlust“-Podcasterin Laura Wohlers.